# COX16
COX16 (англ. COX16, cytochrome c oxidase assembly homolog) – білок, який кодується однойменним геном, розташованим у людей на 14-й хромосомі. Довжина поліпептидного ланцюга білка становить 106 амінокислот, а молекулярна маса — 12 293.
| 10         |  | 20         |  | 30         |  | 40         |  | 50         |
| ---------- |  | ---------- |  | ---------- |  | ---------- |  | ---------- |
| MFAPAVMRAF |  | RKNKTLGYGV |  | PMLLLIVGGS |  | FGLREFSQIR |  | YDAVKSKMDP |
| ELEKKLKENK |  | ISLESEYEKI |  | KDSKFDDWKN |  | IRGPRPWEDP |  | DLLQGRNPES |
| LKTKTT     |  |            |  |            |  |            |  |            |

A: Аланін

D: Аспарагінова кислота

E: Глутамінова кислота

F: Фенілаланін

G: Гліцин

I: Ізолейцин

K: Лізин

L: Лейцин

M: Метіонін

N: Аспарагін

P: Пролін

Q: Глутамін

R: Аргінін

S: Серин

T: Треонін

V: Валін

W: Триптофан

Локалізований у мембрані, мітохондрії.